# SOS
{\displaystyle {\overline {\mbox{SOS}}}} je mednarodni Morsejev znak za stisko. Sestavljen je pika pika pika črta črta črta pika pika pika(· · · – – – · · ·); treh kratkih, treh dolgih in treh kratkih znakov, ki v telegrafiji pomenijo različno dolge piske. To je enako kot črke S, O in S s to razliko, da črta zgoraj nakazuje telegrafski zapis, da se odpošlje vse skupaj kot en znak, tj. brez premorov, ki se navadno naredijo med črkami.
Znak se najpogosteje pošlje preko radijske postaje ali s pomočjo svetlobnih signalov. Možno jih je tudi ustvariti z udarjanjem v trde predmete, ki lahko ustvarijo zvok.
Čeprav nekateri trdijo, da je to kratica za »Save Our Souls«, »Save Our Ship« ali »Send Our Savior« (slovensko Rešite naše duše, Rešite našo ladjo, Pošljite rešitelja) so to le izpeljanke iz kratice. V resnici je to dogovorjen signal in to tak, da je njegovo oddajanje in prepoznavanje razumljivo tudi za amaterje na tem področju, celo pri zunanjih motnjah. Tudi dejstvo, da ga oddajamo kot eno črko namesto treh kaže na to, da to ni kratica.